# Podhradí (Třemošnice)
Podhradí je vesnice, část města Třemošnice v okrese Chrudim. Nachází se asi 1,5 km na severovýchod od Třemošnice. Podhradí leží v katastrálním území Podhradí v Železných horách o rozloze 2,36 km².

## Historie
Městečko Podhradí bylo založeno na přelomu patnáctého a šestnáctého století, kdy byl zástavním držitelem lichnického panství Mikuláš mladší Trčka z Lípy. První písemná zmínka o něm pochází z roku 1539.

## Pamětihodnosti
Nad Podhradím stojí zřícenina hradu Lichnice a ve vesnici roste památný Žižkův dub (700–800 let starý dub letní).